# Amsacta stygioides
Amsacta stygioides là một loài bướm đêm thuộc phân họ Arctiinae, họ Erebidae.